# Hermann Krupp
Pour les articles homonymes, voir Krupp.
Hermann Krupp (né le 15 février 1814 à Essen, mort le 25 juillet 1879 à Berndorf (Basse-Autriche)) est un entrepreneur autrichien. Il est considéré comme le fondateur de la branche autrichienne de la dynastie Krupp.

## Biographie
Hermann était le fils, le troisième enfant de Friedrich Krupp et de sa femme Thérèse Wilhelmi. Après avoir terminé ses études au lycée royal de Burgplatz à Essen (de), il effectue un apprentissage à Solingen, mais pendant son temps libre, il travaille également dans l'entreprise de son père. Comme son frère aîné Alfred Krupp, il est émancipé à l'âge de 20 ans.
Après avoir fondé l'usine sidérurgique de Berndorf (de) par son frère Alfred, il est nommé directeur technique à Berndorf. En 1847, il rencontra Marie Baum, fille du riche Daniel Baum, qui, comme son partenaire Alexander von Schoeller, est auparavant venue de Hanovre à Vienne. En 1847, il l'épouse et vit avec elle l'été dans un appartement situé dans les locaux de l'usine sidérurgique de Berndorf. Pendant les mois d'hiver, la famille vit à Vienne.
Hermann Krupp est protestant, son épouse Marie catholique. Conformément au mariage mixte confessionnel, les six enfants sont baptisés différemment, les fils protestants, les filles catholiques.
Hermann Krupp est très engagé dans son travail et a de bonnes relations avec ses employés. Contrairement à Essen, la révolution de Mars 1848 n’a aucun effet négatif sur l'usine de Berndorf, il n’y a pas eu d’arrêt de travail (grève). Therese Krupp, en tant que propriétaire, vend l'usine d'Essen à Alfred, qui s’est maintenant retiré de la société de Berndorf, tandis que Hermann renonce en retour à son héritage.
Bien que les frères Alfred et Hermann soient des personnages très différents, ils ont de bonnes relations familiales. Les bénéfices réalisés à Berndorf permettent également de contracter des emprunts à son frère d’Essen ; grâce à ces investissements, Hermann espère réintégrer la société basée à Essen. Seule sa participation à l'aciérie d'Alexander von Schoeller (l'actuelle aciérie Schoeller-Bleckmann (de) à Ternitz) brouille la relation, car Alfred estime que c'est un affront que Hermann participe à une aciérie concurrente. En 1883, les actions de Hermann Krupp sont rachetées par son fils Arthur Krupp.
Un autre coup dur pour Hermann Krupp en tant qu'Allemand en Autriche fut le déclenchement de la guerre austro-prussienne en 1866.
Krupp se rend à l'Exposition universelle de 1876 à Philadelphie et fait de nombreuses visites d’entreprise aux États-Unis pour présenter de nouvelles idées de production de nickel et d'argenterie.
Après ce voyage qui le met à rude épreuve, son état de santé s’affaiblit de plus en plus et il souhaite se retirer.Il veut nommer d'abord son fils Carl comme successeur. Mais celui-ci ne le satisfait pas, alors il choisit son fils Arthur. En 1879, Hermann Krupp meurt de manière inattendue. Il est enterré en 1884 dans un mausolée érigé à Berndorf par l'architecte Viktor Rumpelmayer (de).
En 1910, Arthur Krupp érigea un monument à la mémoire de Hermann Krupp au pied du Guglzipf (de), la montagne locale de Berndorf, en l'honneur de son père. Son emplacement est choisi de manière qu'il se trouve en face du manoir construit de 1892 à 1895 et détruit après la Seconde Guerre mondiale. On peut le voir depuis la ville et l'usine. Le monument classé consiste en un temple rond et délicat de colonnes ioniques avec huit colonnes de grès français et un petit dôme de cuivre. En son centre se dresse le buste en bronze de Hermann Krupp, conçu par le sculpteur Russ et moulé par le maître Zehle dans l'usine sidérurgique de Berndorf. Les sculptures sur pierre viennent de l'atelier de Franz Grein (de), fournisseur de la Cour impériale et royale. Le monument est inauguré le 25 juillet 1910.

## Sources
- (de) Cet article est partiellement ou en totalité issu de l’article de Wikipédia en allemand intitulé « Hermann Krupp » (voir la liste des auteurs).